# Omorgus tomentosus
Omorgus tomentosus is een keversoort uit de familie beenderknagers (Trogidae). De wetenschappelijke naam van de soort is voor het eerst geldig gepubliceerd in 1941 door Robinson.